# Mann auf Giraffe
Das Werk Mann auf Giraffe ist eine farbige Bronzeskulptur des deutschen Bildhauers Stephan Balkenhol, die sich im Stadtpark Eimsbüttel in Hamburg-Stellingen gegenüber dem Tierpark Hagenbeck und der gleichnamigen U-Bahnstation befindet.

## Das Werk
In den Jahren 2000 und 2001 schuf Stephan Balkenhol das Werk Mann auf Giraffe, welches am 26. April 2001 von der Kultursenatorin Christina Weiss enthüllt wurde.
Die Skulptur kostete insgesamt 560.000 DM, von denen die Kulturbehörde 60.000 DM finanziert hat und der Tierpark Hagenbeck die restlichen 500.000 DM, um sich mit dieser Eigenwerbung als Kulturförderer zu präsentieren.

## Kritik
Im Jahr 2020 übte die Linksfraktion der Bezirksversammlung Kritik an dem Kunstwerk vor dem Hintergrund vergangener Völkerschauen in Hagenbeck. So sagte sie in einer Pressemitteilung:

„„Die Skulptur ist so platziert, dass sie von Zigtausenden Autofahrenden, Besucherinnen und Besuchern des Tierparks, großenteils internationales Publikum und Menschen mit Migrationshintergrund oder Menschen schwarzer Hautfarbe wahrgenommen wird“.“

Stephan Balkenhol äußerte sich zu der Kritik und meinte, die Unterstellung, dass das Werk rassistisch sei, sei absurd und der Mann gar nicht schwarz, sondern weiß und die Haut der Figur, welche unbemalte Bronze ist, habe sich verfärbt. Auch meinte er, dass die Skulptur nur hätte gereinigt werden müssen, um zur originalen Bronzefarbe zurückzukehren.